# باشگاه فوتبال تاتونگ
باشگاه فوتبال تاتونگ، که قبلاً با نام باشگاه فوتبال لئوپارد کت شناخته می‌شد، یک باشگاه فوتبال حرفه‌ای تایوانی مستقر در تایپه است، که در لیگ برتر فوتبال تایوان رقابت می‌کند. این باشگاه که وابسته به شرکت تولید لوازم الکترونیکی تاتونگ است، در سال ۱۹۶۳ توسط گروهی از کارمندان تاتونگ که به فعالیت‌های فوتبالی علاقه داشتند، تأسیس شد. آنها از اولین باشگاه‌هایی هستند که متعلق به شرکت‌های خصوصی در تایوان هستند.

## افتخارات
- لیگ برتر فوتبال تایوان: ۳ قهرمانی
- لیگ فوتبال اینترسیتی: ۲ قهرمانی
- لیگ فوتبال اینترپرایس: ۲ قهرمانی